# Майк Роу
Майкъл Грегъри „Майк“ Роу (на английски: Michael Gregory „Mike“ Rowe) е американски телевизионен водещ и телевизионен продуцент, един от най-популярните водещи на телевизия Discovery Channel. Водещ на няколко предавания, сред които „Мръсна работа“ (Dirty Jobs), „Американски чопър“ (American Chopper), „Американски хотрод“ (American Hot Rod), „Смъртоносен улов“ (Deadliest Catch).

## Биография
Майк пее професионално в операта на Балтимор, а в началото на 90-те години на ХХ век работи за телевизионния канал за продажби QVC.
От 2001 до 2005 г. Роу е водещ на вечерните новини за телевизия „KPIX-TV“ в Сан Франциско. По същото време разработва собствено предаване, наречено „Някой трябва да го направи“ – представящо профилиране на редица неприятни професии, предаване което малко по-късно прераства в популярното телевизионно шоу „Мръсна работа“.
При преминаването му в телевизия „Discovery Channel“, първата работа на Майк Роу заминава за „Долината на Златните мумии“ в Египет, където води предаване на живо, за изследвания на древните гробници, заедно с известния египетски археолог д-р Захи Хауас.
През 2007 г. Роу сключва рекламен договор с Форд Мотор Къмпани. Има рекламен договор и с фармацевтичното обединение „Epic“.
От 2008 г. е говорител на компанията за доставка на промишлени стоки – „WW Grainger“, Чикаго.